# Réserve indienne de Yankton
La réserve indienne de Yankton est une réserve indienne américaine de la tribu des Sioux Yanktons située dans le comté de Charles Mix au Dakota du Sud.